# Щербина Олександр Юрійович
Щербина Олександр Юрійович (нар. 8 липня 1981 (43 роки), Білгород-Дністровський) — один з найсильніших шьоґістів України, 1-й кю FESA, 1-й дан NSR. Навчився грати у 2000 році в аташе з культури в консульстві Японії, Харади-сана. Живе в Києві, працює керівником відділу комплексного проектування.

## Досягнення
- 2000: II місце на 1-му чемпіонаті України із шьоґі.
- 2008: Чемпіон 4-го Міжнародного форуму шьоґі (Токіо) в категорії B.
- 2011: ІІ місце на Кубку України із шьоґі[2].